# سكوت فرنسيس
سكوت فرنسيس (17 سبتمبر 1974 في نيوزيلندا - ) (بالإنجليزية: Scott Francis)‏ هو لاعب كريكت نيوزلندي.

## وصلات خارجية
- سكوت فرنسيس على موقع إي آس بي آن كريك إنفو (الإنجليزية)